# Annelise Hovmand
Annelise Mathilde Hovmand (17 de septiembre de 1924 – 28 de diciembre de 2016) fue una directora de cine, guionista y productora de cine danesa. Dirigió doce películas entre 1955 y 1991. Su película de 1957 Ingen tid til kærtegn ganó el Premio Bodil a la mejor película danesa y fue elegida para ser mostrada en el Festival de Berlín de 1957.
Hovmand murió el 28 de diciembre de 2016 a los 92 años.

## Filmografía
- Hvorfor stjæler barnet? (1955)
- Ingen tid til kærtegn (1957)
- Krudt og klunker (1958)
- Frihedens pris (1960)
- Gøngehøvdingen (1961)
- Sekstet (1963)
- Norden i flammer (1965)
- Grænseland (1965) (TV)
- Nu stiger den (1966)
- De forsvundne breve (1967)
- Et døgn med Ilse (1971)
- Høfeber (1991)

## Premios y distinciones
Festival Internacional de Cine de Berlín
| Año  | Categoría                           | Película              | Resultado |
| ---- | ----------------------------------- | --------------------- | --------- |
| 1957 | Premio FIPRESCI - Mención honorable | Ingen tid til kærtegn | Ganadora  |